# Milchverwandtschaft
Die Milchverwandtschaft oder Stillverwandtschaft ist ein besonders im Judentum und im Islam verbreitetes Konzept, dem zufolge das Stillen von Säuglingen und Kleinkindern zwischen den beteiligten Personen ein ähnliches Verwandtschaftsverhältnis herstellt wie die Blutsverwandtschaft. Milchgeschwisterschaft entsteht dadurch, dass entweder verschiedene Frauen Stillgemeinschaften bilden oder eine Amme das Kind stillt.

## Judentum
Die Vorstellung, dass durch Muttermilch verwandtschaftliche Beziehung entsteht, lässt sich bereits biblisch belegen. Im biblischen Hebräisch wird Verwandtschaft in der Regel durch Samen (hebräisch זֶרַע) oder „Knochen und Fleisch“ (hebräisch עֶצֶם וַבָּשָּׂר) hergestellt.:S. 2 Jedoch wurde auch das im orientalischen Umfeld verbreitete Motiv, wonach menschliche Könige häufig als an den Brüsten einer Göttin saugend dargestellt wurden, um deren königliche Legitimität zu demonstrieren:S. 8 (so zum Beispiel der assyrische König Aššur-bāni-apli), in den prophetischen Schriften des Alten Testaments aufgegriffen und umgedeutet. So wird in Jes 49,23  angekündigt, dass Zion von Königinnen gesäugt wird, um somit selbst königlichen Status zu erhalten, was als Ansage der künftigen Herrlichkeit Zions in Jes 60,16  erneut aufgegriffen wird. Und in Jes 66,11  sind es die Exilierten selbst, die an der Brust Jerusalems saugen, um dadurch ihre Identität als Israeliten wiederzugewinnen.:S. 13 Demnach werden durch die Muttermilch verwandtschaftliche Beziehungen hergestellt. In Hld 8,1  wird diese Vorstellung konkretisiert. Hier wünscht die Liebende, dass ihr Geliebter von ihrer Mutter gesäugt worden wäre, um somit als Milchbruder nicht den üblichen Restriktionen bezüglich des öffentlichen Kontakts zwischen Mann und Frau unterworfen zu sein (vergleichbar den muslimischen Vorstellungen). Nach alttestamentlicher Vorstellung konstituiert das Stillen also eine verwandtschaftliche Beziehung zwischen Amme und Kind und somit auch eine verwandtschaftliche Beziehung zwischen den Kindern, die von der gleichen Amme gestillt wurden. Dennoch findet sich im Alten Testament kein Bild von der Fürsorge einer Amme, was darauf schließen lässt, dass Ammen im Judentum nur eine geringe Rolle hatten. Mayer Irwin Gruber belegt sogar anhand der im Alten Testament überlieferten Kinderzahlen, dass die Frauen im Alten Testament ihre Kinder üblicherweise drei Jahre lang selbst stillten und somit während der Zeit nicht in der Lage waren, weitere Kinder zu gebären (begrenzte empfängnisverhütende Wirkung des Stillens).
Während im Alten Testament und im griechischen Umfeld der Einsatz von Ammen nicht abgelehnt wurde, war deren Anstellung im rabbinischen Judentum unüblich. Die Mischna definiert in mKet 5,5 das Säugen eines Kindes als Regelverpflichtung für eine jüdische Ehefrau, die lediglich dann nicht erfüllt werden muss, wenn die Ehefrau mindestens zwei Sklavinnen mit in die Ehe einbringt. Diese Anordnung wird im Babylonischen Talmud dahingehend entfaltet, dass das Säugen eines Kindes eine Beziehung zwischen Kind und Mutter oder Amme generiert. Es wird aber nicht weiter auf die Milchverwandtschaft und daran hängende rechtliche Folgen eingegangen, wahrscheinlich weil der Einsatz von Ammen eng an ökonomische Voraussetzungen geknüpft wurde und Milchverwandtschaft somit ein seltenes Oberklassenphänomen war.

## Islam
Im Islam gelten für Milchverwandte die gleichen Heiratsverbote wie für leibliche Verwandte (auch Milchverwandte gelten als Mahram). Der Koran enthält in der 4. Sure an-Nisā' („Die Frauen“) in Vers 23 (4:23) – an Männer gerichtet – das ausdrückliche Verbot, Nährmütter oder Milchschwestern zu ehelichen:

„Verboten (zu heiraten) sind euch […] eure Nährmütter, eure Nährschwestern, […]“

Die vollständige Gleichsetzung von Milchverwandten und Blutsverwandten wird durch ein überliefertes Prophetenwort (Hadith) hergestellt: „Das Stillen macht das Gleiche verboten, was auch die Geburt verboten macht“ (Ar-Riḍāʿa tuḥarrimu mā tuḥarrimu l-wilāda).
Im sozialen Umgang miteinander sind Milchverwandte deshalb nicht den gleichen Einschränkungen unterworfen wie Personen, die einander fremd sind. So haben Frauen gegenüber milchverwandten Männern keine Pflicht zur Verhüllung (Hidschab). Einer Frau, die einen derart ungezwungenen Umgang mit ihrem früheren und mittlerweile erwachsenen Adoptivsohn wünschte, soll der Prophet Mohammed selbst empfohlen haben, diesen zu stillen. Diese Überlieferung wurde in der Vergangenheit von vielen muslimischen Gelehrten als Beleg dafür betrachtet, dass es auch erlaubt sei, erwachsene Männer zu stillen. Über die Frage, wie oft eine Frau ein männliches Kind (oder einen erwachsenen Mann) gestillt haben muss, um eine Milchverwandtschaft zu begründen, gingen die Meinungen aber auseinander. Während die Schafiiten und Zahiriten unter Verweis auf Überlieferungen von Aischa bint Abi Bakr lehrten, dass dafür fünf Stillsitzungen notwendig seien, meinten die Malikiten und die Hanafiten, eine einzige Stillsitzung reiche aus.
Auch heute noch wird das Stillen erwachsener Männer von einzelnen muslimischen Gelehrten als Mittel zur Umgehung des Verhüllungsgebotes empfohlen. So erklärte der Leiter der Fakultät für Hadith-Wissenschaften an der al-Azhar-Universität in Kairo, ʿIzzat ʿAtīya, 2007 in einer Rechtsauskunft (Fatwa) das Stillen von Erwachsenen als erlaubt, damit nicht miteinander verwandte Männer und Frauen sich gemeinsam in denselben Räumlichkeiten aufhalten dürfen. Konkret sei es weiblichen Mitarbeitern einer Firma erlaubt, ihre männlichen Arbeitskollegen zu diesem Zweck einige Male zu „stillen“.
Ähnlich äußerte sich 2010 der saudische Gelehrte ʿAbd al-Muhsin al-ʿUbaikān, ein Berater am Hof von König Abdullah ibn Abd al-Aziz, in einem Fatwa. Er erklärte, dass der Islam mit dem Konzept der Milchverwandtschaft ein Mittel zur Verfügung stelle, um das allgemein geltende Verbot der Geschlechtervermischung zu umgehen, und empfahl in diesem Zusammenhang das Herstellen von Stillbeziehungen zwischen den beteiligten Personen.
Die Gutachten der beiden Gelehrten riefen sowohl in ihren Ländern als auch international große Empörung hervor.

## Orientalisches Christentum
Da die Vorstellung, dass Muttermilch verwandtschaftliche Bande konstituiert, nicht nur im Judentum, sondern auch im nicht-jüdischen antiken Mittelmeerraum bestand, wurde sie auch im Christentum aufgegriffen. Im römischen Bereich allerdings wurde dieses Konzept aufgrund seiner Nähe zur Adoption bereits in der Antike durch ein Konzept der geistlichen Verwandtschaft bei bestehender Patenschaft ersetzt, das beispielsweise Einfluss auf das Eherecht hat. So waren Ehen zwischen Pateneltern und Patenkindern in der römisch-katholischen Kirche bis 1983 untersagt (can. 1079 CIC/1917) und sind es bis heute in den unierten Kirchen (can. 811 CCEO).
In den orientalischen Kirchen hingegen gilt weiterhin auch Milchverwandtschaft als Ehehindernis. In der Syrisch-Orthodoxen Kirche gilt nach Aufweis des Nomocanon des Barhebräus (13. Jh.), dass zwei Kinder, die von der gleichen Amme gestillt wurden, nicht erlaubt heiraten können, wobei die Verwandtschaft zwischen Milchgeschwistern genauso wie die Verwandtschaft zwischen natürlichen Geschwistern behandelt wird und sich das Ehehindernis somit auch auf die Angehörigen erstreckt. In der Koptischen Kirche gilt die Bestimmung nach Aufweis Ibn al-ʿAssāls (13. Jh.) gleichermaßen; Ibn Sabāʿ (13. Jh.) spricht diese Ausdehnung jedoch nicht an, so dass hier das Ehehindernis nur für die betroffenen Milchgeschwister zu gelten scheint. In der Armenischen Kirche stellt die Milchverwandtschaft ebenfalls nur für die betroffenen Milchgeschwister ein Ehehindernis dar. Umstritten ist allerdings, ob diese Quellen des orientalischen Kirchenrechts originär christliche Ideen aufgreifen oder muslimisch beeinflusst wurden.